# Exoplisia
Exoplisia is een geslacht van vlinders uit de familie van de prachtvlinders (Riodinidae), onderfamilie Riodininae.
Exoplisia werd in 1886 voor het eerst wetenschappelijk beschreven door Godman & Salvin.

## Soorten
Exoplisia omvat de volgende soorten:
- Exoplisia azuleja Callaghan, Llorente & Luis, 2007
- Exoplisia cadmeis (Hewitson, 1866)
- Exoplisia hypochalybe (Felder, C & R. Felder, 1861)
- Exoplisia myrtis (Druce, H, 1904)